# Desert Diamond Arena
La Desert Diamond Arena (conosciuta originariamente come Glendale Arena e poi come Jobing.com Arena e Gila River Arena) è un'arena coperta situata a Glendale, Arizona. Ospita gli Arizona Coyotes della National Hockey League (NHL) e gli Arizona Sting della National Lacrosse League (NLL). L'arena si trova di fronte all'University of Phoenix Stadium, casa degli Arizona Cardinals, squadra NFL.

## Storia
La costruzione dell'arena iniziò nel 2002, e i Coyotes vi si spostarono appena fu completata alla fine del 2003. La squadra aveva giocato le sue precedenti stagioni all'America West Arena (ora US Airways Center) nel centro di Phoenix. Quest'arena era stata disegnata principalmente per il basket, e non c'era spazio sufficiente per un campo regolamentare da hockey. Di conseguenza, la capacità fu ridotta a soli 16.000 posti, rendendola l'arena più piccola di tutta l'NHL, e di questi circa 3.000 avevano la visuale ostruita.
Si decise così di costruire una nuova arena nella zona suburbana di Glendale. Originariamente prevista per il 2001, la Glendale Arena venne inaugurata il 26 dicembre 2003, con la vittoria degli Arizona Sting contro i Vancouver Ravens per 16–12. Il primo match NHL fu giocato la sera successiva, tra i Coyotes e i Nashville Predators.
Dal 2005 la Gila River ospita i tornei di basket, pallavolo, wrestling e cheerleading riservati alle high school dell'Arizona in un evento chiamato February Frenzy, in seguito all'accordo tra la città di Glendale e l'Arizona Interscholastic Association (AIA). Il 25 ottobre 2006 la società online locale Jobing.com ha acquistato i diritti di denominazione per 10 anni per 30 milioni di dollari cambiando il nome in Jobing.com Arena.
Nel settembre del 2014 la comunità nativa dell'area del fiume Gila ufficializzò la sponsorizzazione del palazzetto, il quale assunse il nome di Gila River Arena.